# Szyfr trifid
Szyfr trifid, szyfr trójdzielny – szyfr opracowany w 1901 roku przez francuskiego kryptologa Felixa Delastelle, jako rozwinięcie szyfru bifid. Jest połączeniem szyfru podstawieniowego z szyfrem przestawieniowym. 

## Algorytm
Podstawą szyfru trójdzielnego są trzy tablice, o wymiarach 3×3, w których rozmieszczone są litery alfabetu i znak kropki. 
| Tablica 1 | Tablica 1 | Tablica 1 | Tablica 1 |  | Tablica 2 | Tablica 2 | Tablica 2 | Tablica 2 |  | Tablica 3 | Tablica 3 | Tablica 3 | Tablica 3 |
|           | 1         | 2         | 3         |  |           | 1         | 2         | 3         |  |           | 1         | 2         | 3         |
| 1         | A         | B         | C         |  | 1         | D         | .         | E         |  | 1         | F         | G         | H         |
| 2         | I         | J         | K         |  | 2         | L         | M         | N         |  | 2         | O         | P         | Q         |
| 3         | R         | S         | T         |  | 3         | U         | V         | W         |  | 3         | X         | Y         | Z         |

Przykładem jest słowo WIKIPEDIA. 
W procesie szyfrowania najpierw każdą literę tekstu jawnego zastępuje się trzycyfrową liczbą opisującą współrzędne litery według zasady: 
- 1 cyfra - numer tabeli
- 2 cyfra - numer wiersza w danej tabeli
- 3 cyfra - numer kolumny w danej tabeli.

Liczby te zapisywane są w kolumnach:
| W | I | K | I | P | E | D | I | A |
| - | - | - | - | - | - | - | - | - |
| 2 | 1 | 1 | 1 | 3 | 2 | 2 | 1 | 1 |
| 3 | 2 | 2 | 2 | 2 | 1 | 1 | 2 | 1 |
| 3 | 1 | 3 | 1 | 2 | 3 | 1 | 1 | 1 |

Następnie cyfry szyfru przepisuje się z tabeli poziomo kolejnymi wierszami, dzieli na trzycyfrowe grupy i (przy pomocy tych samych tablic) zamienia ponownie w litery otrzymując tekst zaszyfrowany:
| 211 | 132 | 211 | 322 | 221 | 121 | 313 | 123 | 111 |
| D   | S   | D   | P   | L   | I   | H   | K   | A   |

Drugi etap szyfrowania usuwa związki między grupami cyfr i odpowiadającymi im literami, co bardzo utrudnia kryptoanalizę. Dzięki trzem tablicom opisującym położenie liter efekt ten był znacznie silniejszy niż w szyfrze bifid. Mimo pozornej prostoty oba te szyfry, w czasie kiedy powstały, należały do bardzo odpornych na złamanie.